# Adamstown
Adamstown és l'únic assentament de les Illes Pitcairn, i per defecte, la capital de les Illes Pitcairn.

## Història
Per a tot el que fa referència a la història de l'assentament, vegeu els següents articles
- Història de l'Illa Pitcairn
- Bounty

## Geografia
La ciutat està situada en el costat central nord de l'illa de Pitcairn, davant de l'oceà Pacífic i a la vora de la Badia de la Bounty, l'únic port marítim de l'illa.

## Visió de Conjunt
Adamstown té una població de 48 persones, que constitueix la població sencera de les Illes Pitcairn: totes les altres illes del grup estan deshabitades. Així doncs, és la capital de les Illes Pitcairn per defecte. El llogarret actualment té el rècord de ser la capital més petita al món, per bé que té accés a televisió, internet televisió per satèl·lit, i un nou i car telèfon. El mitjà principal de comunicació és encara la ràdio. Adamstown és on mengen i passen la nit la majoria dels residents, mentre que preparen els aliments en altres àrees de l'illa.

## Personalitats
- Fletcher Christian (1764-1793)
- John Adams (1768–1829)
- Ned Young (1762–1800)
- Thursday October Christian (1790–1831)
- Meralda Warren (n. 1959)
- Joshua Hill (1773-1844?)
- Steve Christian (n. 1951)

## Galeria fotogràfica

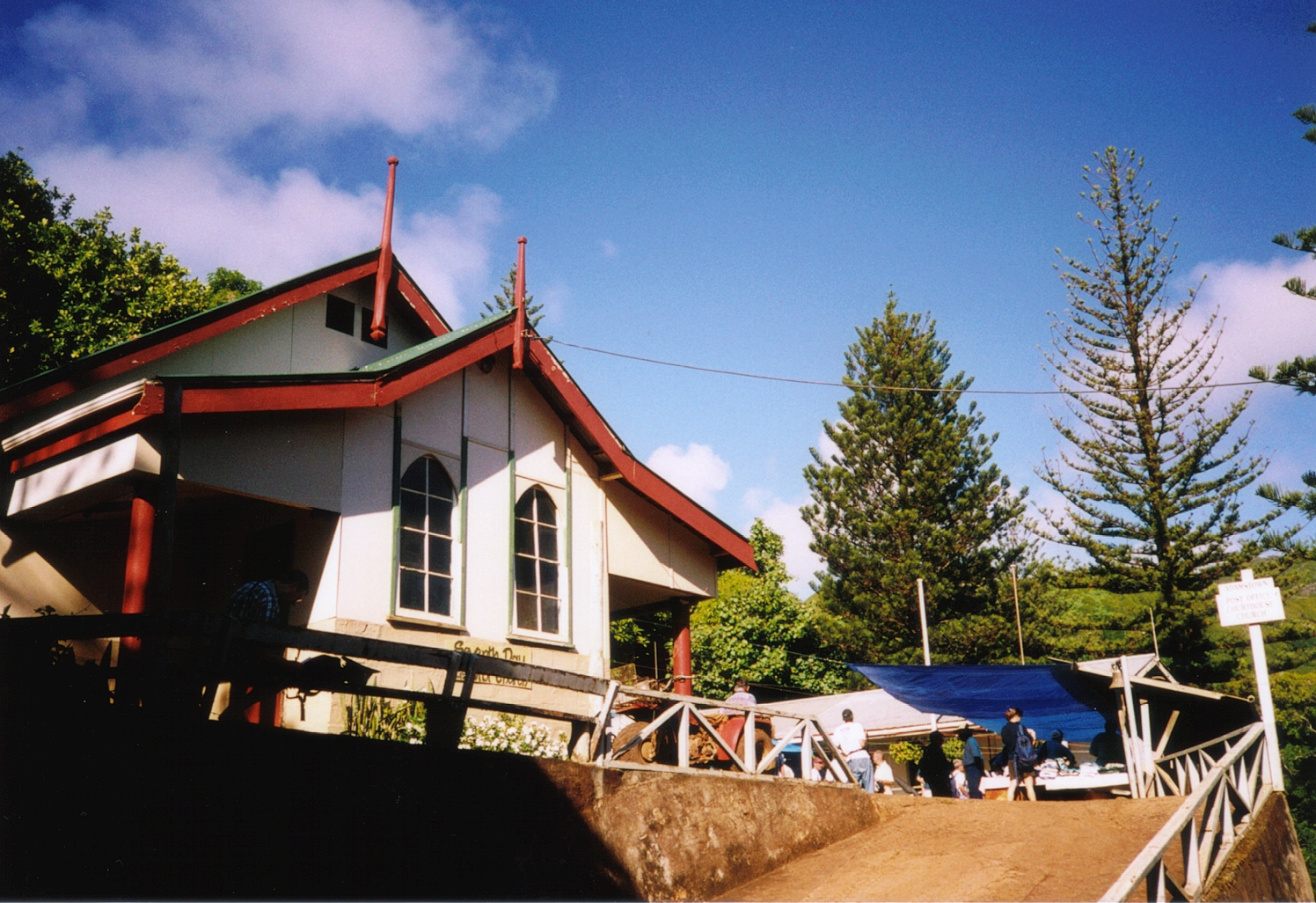
Església d'Adamstown
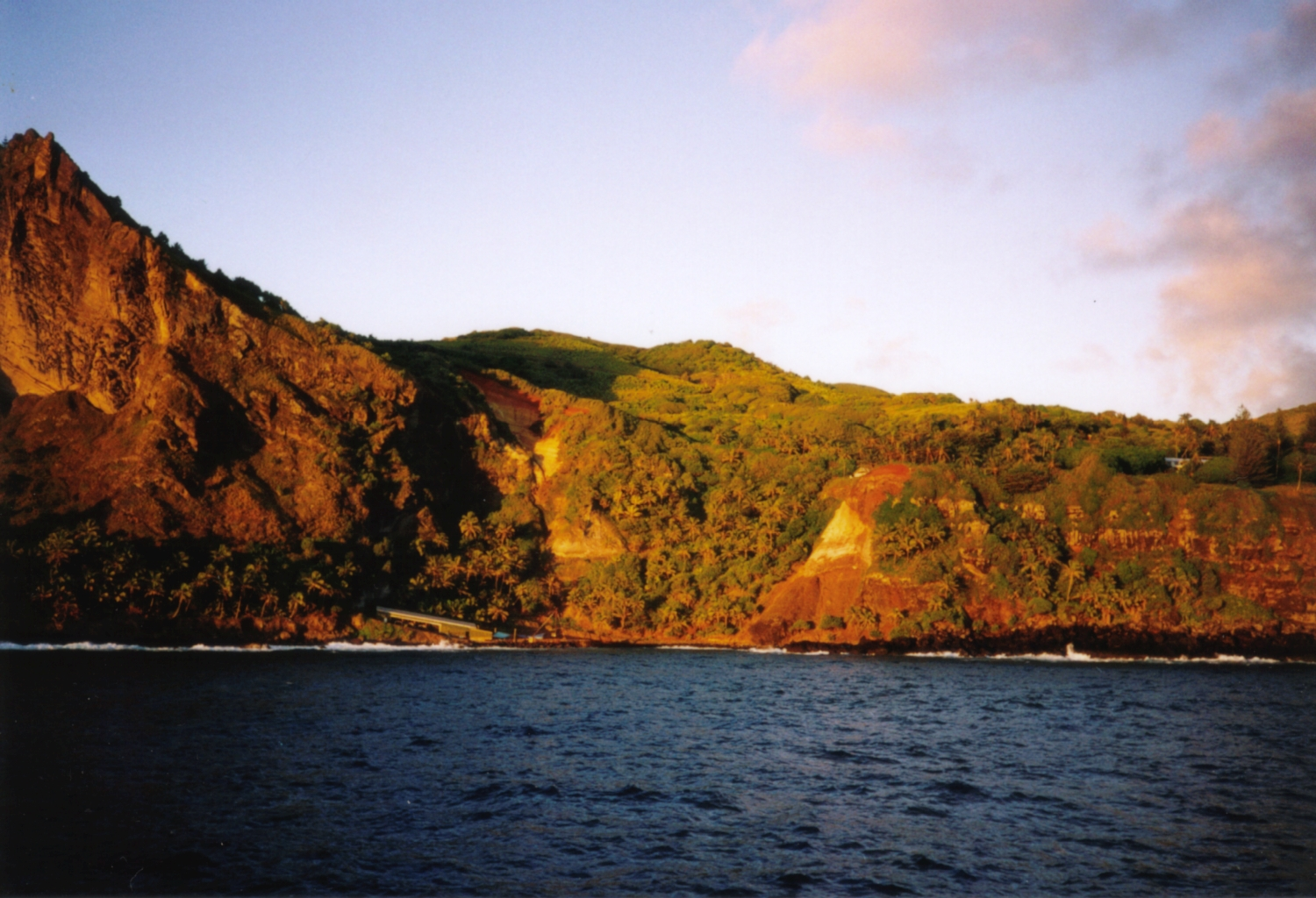
Badia de la Bounty
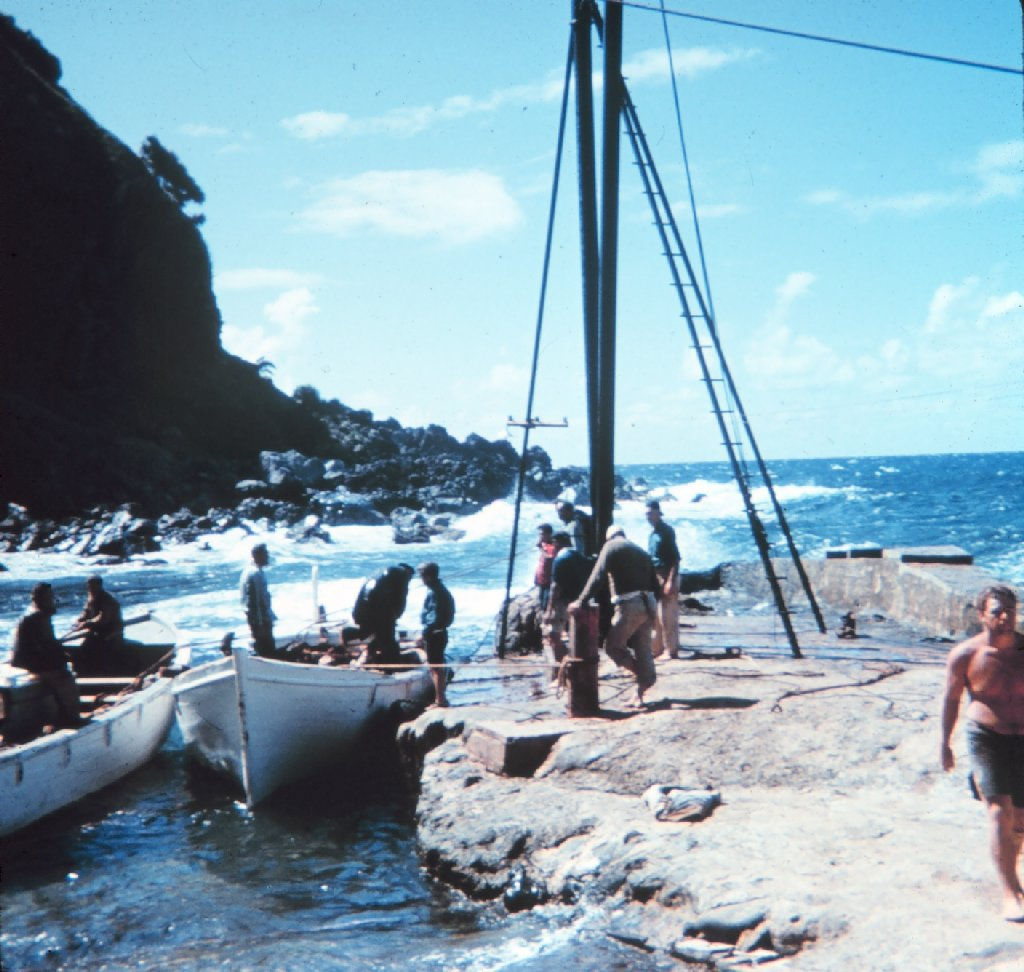
Gent desembarcant a la Badia de la Bounty
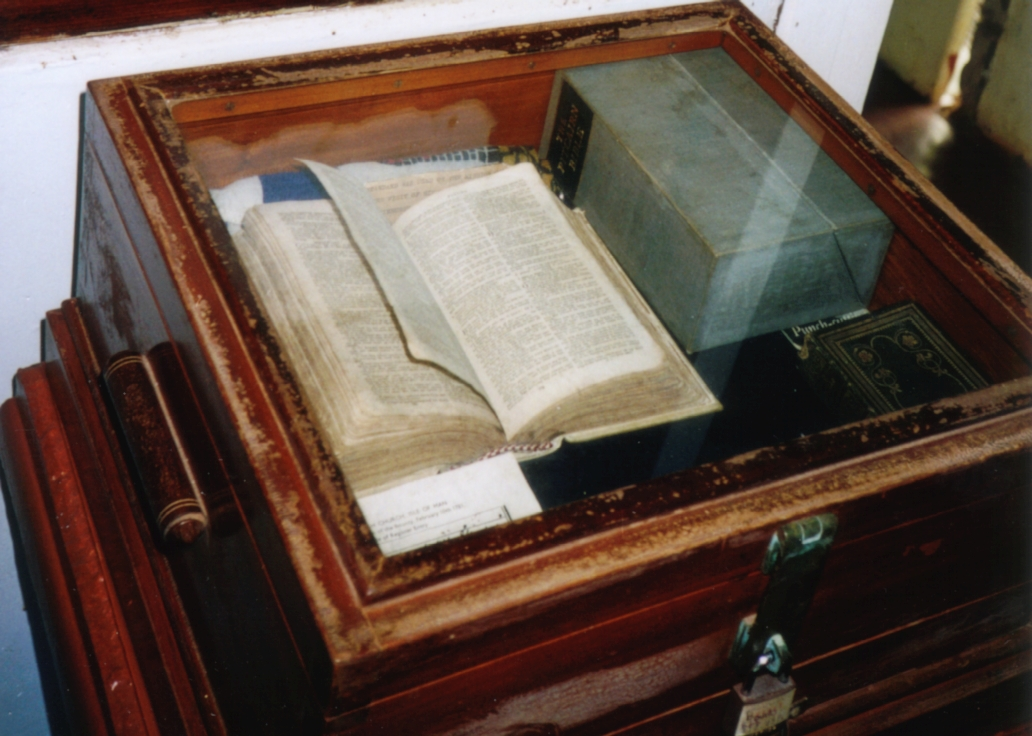
Biblia de la Bounty a l'Església d'Adamstown